# Prodecatoma josephi
Prodecatoma josephi är en stekelart som beskrevs av T.C. Narendran 1994. Prodecatoma josephi ingår i släktet Prodecatoma och familjen kragglanssteklar.
Artens utbredningsområde är Sri Lanka. Inga underarter finns listade i Catalogue of Life.